# Криговская, Анна София
Анна София Криговская (пол. Anna Zofia Krygowska; 19 сентября 1904, Львов, Цислейтания — 16 мая 1988, Краков) — польский математик, доктор наук (1950 год), профессор (1974 год). Известная своими работами в области математического образования.
Родилась 19 сентября 1904 года во Львове, в то время столице Королевства Галиции и Лодомерии. Выросла в Закопане, образование получила в Ягеллонском университете в Кракове, где в 1927 году получила диплом по специальности математика. С 1927 года по 1950 год работала преподавателем математики в школах Польши. Не оставляла преподавательской деятельности во время Второй мировой войны..
В 1950 году получила степень доктора наук в Ягеллонском университете, научным руководителем являлся известный математик Тадеуш Важевский, и сразу же поступила на факультет педагогического университета Кракова. После окончания университета осталась в нём работать, в 1958 году организовала кафедру дидактики математики, ставшую первой кафедрой методики преподавания математики в Польше. На пенсию вышла в 1974 году.
Была активным участником национальных и международных групп по вопросам преподавания математики. В 1956 году на конференции министров народного просвещения ЮНЕСКО выступила в составе польской делегации. Организовала в 1960 и 1971 годах две конференции Международной комиссии по изучению и совершенствованию преподавания математики (CIEAEM).
В 1970 году стала президентом CIEAEM, а в 1974 году — почётным президентом. Выступала на Международном конгрессе математиков в 1966 и 1970 годах.
Умерла 16 мая 1988 года.